# فلو
فلو (FLOW) هي فرقة روك يابانية.

## الأعضاء
- KOHSHI (كوشي)
- KEIGO (كيغو)
- TAKE (تاكي)
- GOT'S (غوتس)
- IWASAKI (إيواساكي)

## ديسكوغرافيا

### ألبومات
- SPLASH!!!〜遥かなる自主制作BEST〜
- GAME
- Golden Coast
- アイル
- #5
- MICROCOSM
- BLACK & WHITE
- FLOW THE MAX!!!
- 26 a Go Go!!!
- #10
- TRIBALYTHM

### ألبومات مصغرة
- SUNSHINE 60
- Like a Rolling Snow

### أغاني منفردة
- ブラスター
- ドリームエクスプレス
- 流星/シャリララ
- GO!!! (شارة البداية الرابعة لمسلسل للأنمي ناروتو)
- Life is beautiful
- Rookie/STAY GOLD
- DAYS (شارة البداية الأولى لمسلسل الأنمي إيوريكا سفن)
- Garden 〜Summer Edit〜
- Re:member (شارة البداية الثامنة لمسلسل الأنمي ناروتو)
- Around the world/KANDATA
- COLORS (شارة البداية الأولى لمسلسل الأنمي كود غياس: لولوش الثائر)
- Answer (شارة البداية لمسلسل الدراما أكاديمية المحققين Q)
- 冬の雨音/NIGHT PARADE by FLOW∞HOME MADE 家族
- ありがとう
- WORD OF THE VOICE
- WORLD END (شارة البداية الثانية لمسلسل الأنمي كود غياس: لولوش الثائر R2)
- SNOW FLAKE 〜記憶の固執〜/PULSE
- Sign (شارة البداية السادسة لمسلسل الأنمي ناروتو شيبودن)
- CALLING (شارة البداية الأولى لمسلسل الأنمي هيرومان)
- 旅立ちグラフィティ
- 1/3の純情な感情
- Hey!!! (شارة البداية الثالثة لمسلسل الأنمي بيلزيباب)
- ロッククライマーズ
- ブレイブルー (شارة البداية الثانية لمسلسل الأنمي إيوريكا سفن AO)
- HERO 〜希望の歌〜/CHA-LA HEAD-CHA-LA (موسيقى تصويرية لفيلم الأنمي دراغون بول Z: معركة الخوارق/شارة النهاية لفيلم الأنمي دراغون بول Z: معركة الخوارق، شارة البداية للعبة الفيديو دراغون بول زينوفرس)
- 常夏エンドレス
- 愛愛愛に撃たれてバイバイバイ (شارة البداية الثانية لمسلسل الأنمي ساموراي فلامنكو)
- 虹の空 (شارة النهاية الرابعة والثلاثين لمسلسل الأنمي ناروتو شيبودن)
- Steppin' out (شارة البداية لمسلسل الأنمي دورارارا!! ×2 الخاتمة)
- 風ノ唄/BURN (شارة البداية الأولى لمسلسل الأنمي تيلز أوف زيستيريا ذا كروس/شارة البداية للعبة الفيديو تيلز أوف بيرسيريا)
- INNOSENSE (شارة النهاية الثانية لمسلسل الأنمي تيلز أوف زيستيريا ذا كروس)
- 音色 / Break it down (شارة مسلسل الدراما غرفة بلون السعادة)

### أغاني مشتركة
- 7 -seven- (مع غرانروديو؛ شارة النهاية الأولى لمسلسل الأنمي الخطايا السبع المميتة)
- Howling (مع غرانروديو؛ شارة البداية الأولى لمسلسل الأنمي الخطايا السبع المميتة: إعادة إحياء الوصايا)

## وصلات خارجية
- فلو على موقع IMDb (الإنجليزية)
- فلو على موقع ميتاكريتيك (الإنجليزية)
- فلو على موقع ميوزك برينز (الإنجليزية)
- فلو على موقع أول ميوزيك (الإنجليزية)
- فلو على موقع ديسكوغز (الإنجليزية)
- فلو على موقع ANN person (الإنجليزية)